# Лосьюган
Лосьюган (устар. Лось-Юган) — река в России, протекает по территории Надымского района Ямало-Ненецкого автономного округа. Один из правых притоков реки Хейгияха, впадает в неё на 54-м километре от устья. Длина реки составляет 35 км. Правый приток — Тирчияха.

## Данные водного реестра
По данным государственного водного реестра России относится к Нижнеобскому бассейновому округу, водохозяйственный участок реки — Надым. Речной бассейн реки — Надым.
Код объекта в государственном водном реестре — 15030000112115300050910.